# Ястреб-2 (деревня)
Ястреб-2 — деревня в Велижском районе Смоленской области России. Входит в состав Велижского городского поселения.
Расположена в северо-западной части области в 1,5 км к северу от Велижа, в 3 км севернее автодороги Р133 Смоленск — Невель, на берегу реки Западная Двина. В 96 км южнее деревни расположена железнодорожная станция Рудня на линии Смоленск — Витебск.

## История
Когда-то Ястреб II называли д. Чепельники.
Во 2-м Ястребе жили, в основном, Солодниковы, на 1-м Ястребе — Турики.
До войны в Ястребе II было 53 двора и проживало 216 человек. На фронт ушло 36 жителей Ястреба, а вернулись только 12 человек. В годы Великой Отечественной войны деревня была оккупирована гитлеровскими войсками в июле 1941 года, освобождена в сентябре 1943 года.